# Centralbanken for de centralafrikanske stater
Centralbanken for de centralafrikanske stater (fransk: Banque des Etats de l'Afrique Centrale – BEAC, engelsk: Bank of Central African States) er centralbanken for de centralafrikanske stater Cameroun, Centralafrikanske Republik, Gabon, Republikken Congo, Ækvatorialguinea og Tchad.
Disse 6 lande udgør Den centralafrikanske økonomiske og monetære union (CEMAC – Communauté Économique et Monétaire de l'Afrique Centrale, eller Central African Economic and Monetary Community). 
BEAC blev etableret 14. april 1959. 
Valutaen i denne union er CFA Franc Central &ndash CFAF, valutakode XAF. Denne er forskellig fra CFA Franc West, som bruges i Den vestafrikanske monetære union. Valutaen er låst mod euroen, 1 Euro = 655,957 CFA Franc Central.